# 長澤茉里奈
長澤茉里奈（日语：／ Nagasawa Marina，1995年10月8日—）是日本女性偶像、職業麻將棋士，埼玉縣出身，偶像團體放課後公主前成員，經紀公司是CUTE BLACK。因其稚嫩的臉龐而被廣大鄉民稱為「合法蘿莉」。

## 作品

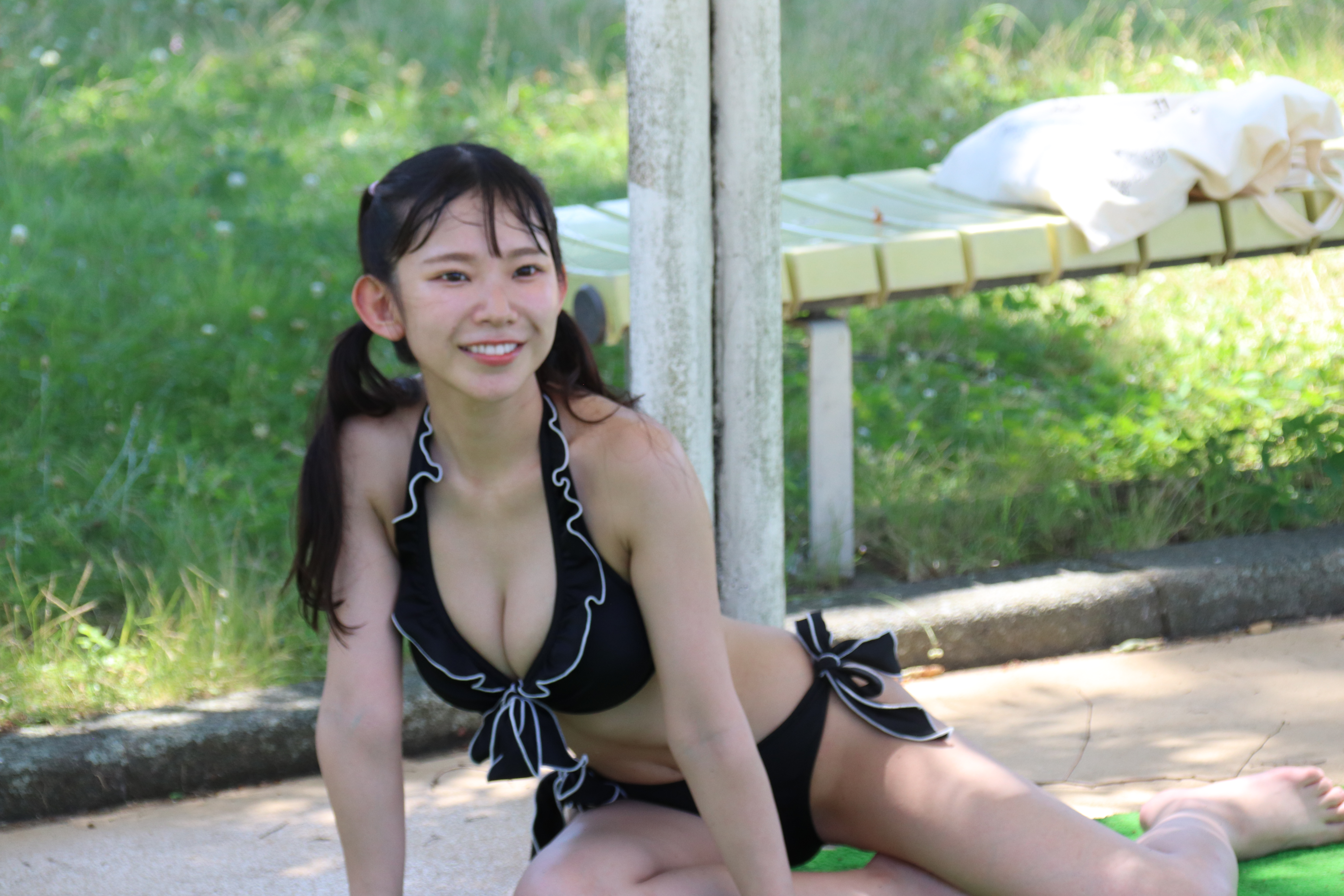
長澤茉里奈於2022年麻將泳裝祭

### 形象影片
- 《学徒公主》（2015年4月22日，E-Net Frontier）。
- 纯粹的微笑（2015年10月23日，武昌府）。
- Marichu Biyori（2016年2月19日，武昌府）。
- Marichu ni Mamoru（2016年5月20日，线路通信）。
- 滨海大雪（2016年11月5日，E-Net Frontier）。
- 玛丽娜：达特纳伊我爱你（2017年10月20日，E-Net Frontier）。
- Marina Nagasawa/MariChuu（2018年7月20日，Shogakukan/E-Net Frontier）。
- 萝莉情结（2019年12月20日，武昌府）。

### 音樂影片
富豪百合第三张迷你专辑，来自 "电话"，由 "宇智波斑 "主演（2018年6月29日）。

### WEB CM
SEGA "SEGA NET麻将MJ "CM（2017年11月24日）。
《寻龙诀VR》网络电影，扮演女仆（2018年4月20日）。

### DVD
- 《夜间故事》提交的真实故事《Zokuri》（2018年4月3日，Zokuri制作委员会，Jukkodo娱乐公司。

### 行事曆
- 長澤茉里奈 2017年日历（2016年10月29日，三X）。
- 長澤茉里奈 《学校日历 2018.04 》 2019.03 （2018年4月29日，Wizmik A2版和桌面日历）

### 寫真集
- 長澤茉里奈 第一本摄影集《20的承诺》（2016年9月25日，Wani Books）ISBN 978-4847048654
- 長澤茉里奈 GLOWS。（2017年1月30日，KADOKAWA，照片由Sato Tetsuo拍摄）ISBN 978-4047345058
- 長澤茉里奈 'pocchi² Ikenai Switch'（2018年6月8日，Shogakukan，照片为LUCKMAN）ISBN 978-4096822715
- 長澤茉里奈 《再见洛丽塔》（2019年11月15日，小学馆，摄影：Fumi Nikaido）ISBN 978-4096823132

### 數位寫真集
- 数字周报图片集 Marina Nagasawa："合法的洛丽塔大乳房，正当其时！"。还是出去？"（2016年5月27日、集英社）

## 表演

### 電視
綜藝節目
CM
- 趋势补充（2018年9月8日星期六，20:54 - 札幌电视广播） - 导航员。

戏剧
- Saki (2016年12月，MBS和TBS) - 作为Kaori Seo。
  - 特别节目（2017年1月，MBS和TBS）--饰演Kaori Seo
  - 你准备好了吗，外面的女孩（2018年6月，MBS和TBS）。

### 網路戲劇
- [我来做！！] (2017年12月25日 - , Family Gekijo Club) - 作为長澤茉里奈 *从第5集开始 [1]
- 少女流浪者(2018年6月6日预映，2018年8月14日开始发行ファミリー劇場CLUB） - 日菜子 役

### 電影
- 咲咲-（2017年2月3日、要塞） - 妹尾佳織 役
- 无痕爆炸派对（2018年10月27日公開、No Mark Bakuhan党生产委员会） - 九蓮宝燈美 役
- 三出！ -Playball 版-（2019 年 6 月 6 日，Kokorowo，动，电影院○） [2]

### 舞台
- 阅读连续剧“阿坤和鹿城～松尾雅子的日常生活～”（2018年10月25・26日上演、阿卡诺制作委员会） - 荘  千穂 役
- 舞台劇“秋葉原冥途戦争～浪速喰い倒れ狂騒曲”（2023年9月） - 柊 結夢 役

### 網路電視
- AbemaTV Navi（2016 年 10 月，10-3 月 3 日，AbemaTV）-周一 MC
- Fresh TV“Marichu Ikutsuchu Naka Nagasawa Marina Channel”（2017年6月8日至10月26日）
- AbemaTV麻将（2018年2月2-12月17日）-8代助手
- Nico Nico Douga“与Hikachu交谈”（2018年3月16日至4月19日）Hikari Shiina和两个人将继续进行。
- Nico Nico Douga“今天如何处理Hikachu”（2018年9月9日-）Hikari Shiina和两个人将继续进行。
- Academic Pillow Talk（2018 年 10 月 27 日第一个视频发布永无止境的电视 - 在 YouTube 上） 进行中（长泽的单独出场）计划在未来继续出现。
- Abema 午夜凯琳（2019年4月‐、AbemaTV）日常表演者之一
- ALL STAR League 特别比赛（2019年5月29日 - 30日、AbemaTV） [3]

### 雜誌連載
- 月刊driver 每个月都会出现在“Car de Activity!! GO! GO! Marichu”角（八重洲出版、2017年12月20日 - 2018年12月20日）

### 活動
- 周末后宫（2018年3月17日、集英社） - 川崎绫、仓持由香、 青山光、RaMu、菜乃花 与中国驻美国大使馆领事部合影 [4]。

## 外部連結
- 長澤茉里奈的Instagram帳戶
- 長澤茉里奈的X（前Twitter）
- YouTube上的長澤茉里奈頻道